# Livonski bratje meča
Livonski bratje meča (latinsko Fratres militiæ Christi Livoniæ, nemško Schwertbrüderorden) so bili katoliški viteški red, ki ga je ustanovil tretji nadškof Rige ali morda Teoderih von Treyden leta 1202. Red je leta 1204 drugič posvetil papež Inocenc III. Člani reda so bili nemški vojaški menihi, ki so se vojskovali z baltskimi in finskimi pogani na ozemlju sedanje Estonije, Latvije in Litve. Red je bil znan tudi kot Kristusovi vitezi, bratje meča, bratstvo meča in Kristusova vojska Livonije. Na njihovem pečatu je bil napis +MAGISTRI ETFRM (et fratrum) MILICIE CRI (Christi) DE LIVONIA.
Po njihovem porazu   s Žemajti in Zemgali v bitki pri  Schaulenu (Saule) leta 1236 so se preživeli bratje kot samostojna veja vključili v tevtonski viteški red in postali znani kot livonski red.

## Zgodovina
Škof Rige Albert, imenovan tudi knezoškof Livonije, ali morda Teoderih von Treyden  sta leta 1202 ustanovila bratstvo, ki naj bi Livonski škofiji pomagalo pokristjanjevati poganske Livonce, Latgale in Sele, ki so živeli ob trgovskih poteh vzhodno od Riškega zaliva. Viteški red se po ustanovitvi ni zmenil za svojo podrejenost Livonski škofiji. Škof Albert je zato prosil za pomoč danskega kralja Valdemarja II., ki se je, namesto da bi mu pomagal, pogodil z bratstvom in za svoje kraljestvo osvojil severno Estonijo, znano kot Danska Estonija.
Bratstvo je imelo sedež v Fellinu (Viljandi) v sedanji Estoniji. Obzidje mojstrovega gradu še stoji. Druge pomembne trdnjave Bratstva so bile v Wendenu (Cēsis), Segewoldu (Sigulda) in  Ascheradenu (Aizkraukle). Poveljniki Fellina,  Goldingena (Kuldīga), Marienburga (Alūksne) in Revala (Talin) in  oskrbnik  Weißensteina (Paide) so tvorili petčlansko spremstvo velikega mojstra reda.
Papež Gregor IX. je v 24. novembra 1232 pisno  zaprosil bratstvo, naj brani Finsko pred napadi Novgoroda. O dejavnosti reda na Finskem ni nobenega ohranjenega podatka. Finsko je po drugem švedskem križarskem pohodu leta 1249 osvojila Švedska.
V bitki pri Schaulenu (Saule) proti Litovcem in Zemgalom leta 1236 so bili Livonski vitezi katastrofalno poraženi. Preživeli pripadniki reda so se naslednje leto  vključili v Tevtonski viteški red in postali znani kot Livonski viteški red. V vseh pogledih so še naprej delovali kot povsem samostojna veja Tevtonskega reda. Imeli so svoje vodstvo, politiko in opravo. Imeli so tudi svojega mojstra, ki je bil de iure podrejen velikemu mojstru Tevtonskega reda.